# All Summer Long
| Críticas profissionais                                                      | Críticas profissionais |
| Avaliações da crítica                                                       | Avaliações da crítica  |
| Fonte                                                                       | Avaliação              |
| --------------------------------------------------------------------------- | ---------------------- |
| AllMusic                                                                    | [ 1 ]                  |
| Esta tabela precisa de ser acompanhada por texto em prosa. Consulte o guia. |                        |

All Summer Long é o sexto álbum de estúdio de rock americana The Beach Boys, seu segundo de quatro lançados em 1964 e é o último álbum do grupo com predominância do estilo surf rock. Gravado no rescaldo da invasão britânica, liderada pelos Beatles e pelos Rolling Stones, o álbum marcou uma importante virada na carreira dos Beach Boys e do líder/compositor Brian Wilson. A sonoridade do grupo vai ficando mais diferente da fórmula tradicional iniciada em 1961, aderindo mais ao pop. Contém vocais mais produzidos, e a faixa título possui encontros curiosos de instrumentos como vibrafone, sax e flauta em improviso e acompanhamento.
"All Summer Long" foi hit #4 nos Estados Unidos durante uma estada de 49 semanas nas paradas. Algumas músicas deste álbum também são destaque no EP Four. All Summer Long (Capitol (S) T 2110) é agora emparelhados em CD com Little Deuce Coupe e faixas bônus desse período.

## História
A partir de fevereiro de 1964, Brian Wilson iniciou um período rigoroso de composição, surgindo algumas semanas depois, com canções como "I Get Around", "All Summer Long", "Wendy" – co-escritas com Mike Love – e "Girls on the Beach". Os Beach Boys colocaram suas vozes sobre as faixas instrumentais executadas por músicos contratados, todos produzidos por Brian.
"I Get Around" precedeu o lançamento do álbum por cerca de dois meses e rapidamente se tornou seu primeiro single #1 nos Estados Unidos, sendo uma grande resposta à invasão britânica. A música também foi a estreia da banda no Top 10 do Reino Unido, alcançando o # 7 lugar. O álbum foi lançado em julho, atingindo o # 4 nos Estados Unidos e chegando a disco de ouro. No entanto, nas paradas do Reino Unido o album não obteve o mesmo êxito. 
Houve uma mudança importante na estrutura interna dos Beach Boys durante as gravações de All Summer Long. Depois de dois anos se submetendo ao pai e empresário Murry Wilson e suas maneiras dominadoras, a banda chegou ao limite. Pessoas próximas a banda dizem que durante uma sessão vocal para "I Get Around", em abril de 1964, Brian teria ateado fogo em seu pai, o que o levou para cama por semanas, deprimido.

## Capa
O verão permeia a capa deste álbum com uma série de fotos íntimas montadas. As fotografias foram creditadas a Kenneth Veeder e George Jerman (que tinham tirado as fotografias para as faixas de álbuns anteriores), mas ainda não é claro quanto a quem tirou as fotos coloridas da capa ou as fotos em preto e branco do verso. O local para as fotos foi novamente Paradise Cove, ao norte de Malibu, no mesmo local utilizado para o Surfin' Safari e Surfer Girl. No entanto, embora, pareça que todos os cinco membros da banda estavam presentes para a sessão apenas Brian Wilson, Carl Wilson, Dennis Wilson e Mike Love foram fotografados na areia (juntamente com as duas meninas, com roupas diferentes) – Al Jardine estava ausente naquele dia, por razões desconhecidas e suas imagens foram adicionadas posteriormente.

## Faixas
Todas as músicas por Brian Wilson / Mike Love, exceto onde indicado.

### Lado A
1. "I Get Around" – 2:12
  - Com a voz principal de Brian Wilson e Mike Love
2. "All Summer Long" – 2:06
  - Com a voz principal de Mike Love
3. "Hushabye" (Doc Pomus/Mort Shuman) – 2:40
  - Com a voz principal de Brian Wilson e Mike Love
4. "Little Honda" – 1:52
  - Com a voz principal de Mike Love
5. "We'll Run Away" (Brian Wilson/Gary Usher) – 2:00
  - Com a voz principal de Brian wilson
6. "Carl's Big Chance" (Brian Wilson/Carl Wilson) – 2:25
  - Instrumental

### Lado B
1. "Wendy" – 2:16
  - Com a voz principal de Brian Wilson e Mike Love
2. "Do You Remember?" – 1:37
  - Com a voz principal de Brian Wilson e Mike Love
3. "Girls on the Beach" (Brian Wilson) – 2:24
  - Com a voz principal de Brian Wilson e Dennis Wilson
4. "Drive-In" – 1:51
  - Destaca Mike Love na voz de apoio
5. "Our Favorite Recording Sessions" (Brian Wilson/Dennis Wilson/Carl Wilson/Mike Love/Al Jardine) – 1:59
  - Destaca todos os membros de grupo de estúdio. O engenheiro de gravação Chuck Britz tem uma breve aparição.
6. "Don't Back Down" – 1:44
  - Com a voz principal de Mike Love e Brian Wilson

## Compactos
- "I Get Around"

All Summer Long'' (Capitol (S) T 2110) está no álbum Little Deuce Coupe.